# Juan Francisco Luis
Juan Francisco Luis (* 10. Juli 1940 auf Vieques, Puerto Rico; † 4. Juni 2011 auf Saint Croix (Amerikanische Jungferninseln)) war ein US-amerikanischer Politiker. Zwischen 1978 und 1987 war er Gouverneur der Amerikanischen Jungferninseln.

## Werdegang
Bereits als Kleinkind im Alter von zwei Monaten kam Juan Francisco Luis mit seinen Eltern nach Saint Croix auf den Jungferninseln. Er besuchte die dortige Christiansted High School. Danach studierte er an der Interamerican University of Puerto Rico. Anschließend kehrte er nach Saint Croix zurück, wo er für einige Zeit als Lehrer arbeitete. Außerdem war er für das territoriale Ministerium für Bau und Entwicklung (Department of Housing and Urban Development) tätig. Anschließend diente er als Feldwebel in der US Army. Nach seiner Militärzeit bekleidete er einige Ämter in der territorialen Regierung. Zwischenzeitlich arbeitete er auch in der freien Wirtschaft, unter anderem als Manager und Buchhalter.
Im Jahr 1972 wurde Luis als Mitglied des Independent Citizens Movement in den Senat der Jungferninseln gewählt. Seit 1974 war er als Vizegouverneur Stellvertreter von Gouverneur Cyril E. King. Nach dessen Tod übernahm er entsprechend der Verfassung dessen Amt als Gouverneur, das er nach zwei Wiederwahlen zwischen dem 2. Januar 1978 und dem 5. Januar 1987 ausübte. Eine direkte Wiederwahl im Jahr 1986 war durch die Verfassung verboten. Im Jahr 1990 bewarb er sich erfolglos um die Rückkehr in sein früheres Amt. Er starb am 4. Juni 2011 in einem Krankenhaus auf Saint Croix. Juan Luis war seit 1968 mit Luz Maria Guadalupe verheiratet, mit der er zwei Kinder hatte.